# Дончо Донев
Дончо Ройчев Донев е бивш футболист, нападател, футболен деятел, главен селекционер на Левски София.

## Кариера
Играл е за Димитровград, ЦСКА, Ботев (Пловдив), Локомотив (София), Левски (София), Локомотив (Пловдив) и турските отбори Саръерспор, Ванспор, Дарданелспор и Денизлиспор.
Шампион на България през 1989 и 1990 с отбора на ЦСКА.
Вицешампион през 1988 и 1991 с ЦСКА и през 1996 и 1998 с Левски (София), бронзов медалист през 1993 и 1994 г. с Ботев (Пловдив). Четирикратен носител на купата на страната през 1988 и 1989 с ЦСКА, 1995 с Локомотив (София) и 1998 с Левски (София).
В A група има 333 мача и 124 гола. Полуфиналист за КНК с ЦСКА през 1989 г. В евротурнирите има 25 мача и 3 гола (10 мача и 1 гол за ЦСКА в КЕШ, 4 мача с 1 гол за Локомотив (Сф), 4 мача с 1 гол за Левски и 3 мача за ЦСКА в КНК и 4 мача за Ботев в турнира за купата на УЕФА). Има 6 мача за националния отбор.
Приключва кариерата си през 2005 г. в Локомотив (София).

## Статистика по сезони
- Димитровград – 1985/86, Б група, 18 мача/2 гола
- Димитровград – 1986/87, A група, 8/0
- ЦСКА – 1987/88, A група, 20/2
- ЦСКА – 1988/89, A група, 12/1
- ЦСКА – 1989/90, A група, 16/4
- ЦСКА – 1990/91, A група, 18/2
- Локомотив (Сф) – 1991/92, A група, 27/3
- Локомотив (Сф) – 1992/93, A група, 30/10
- Ботев (Пд) – 1993/94, A група, 23/5
- Локомотив (Сф) – 1994/95, 12/1
- Локомотив (Сф) – 1995/ес., 13/4
- Левски (Сф) – 1996/пр., A група, 14/5
- Саръерспор – 1996/97, Турска Суперлига, 32/9
- Ванспор – 1997/ес., Турска Суперлига, 14/3
- Левски (Сф) – 1998/пр, A група, 15/9
- Левски (Сф) – 1998/ес., A група, 11/6
- Дарданелспор – 1999/пр., Турска Суперлига, 17/10
- Денизлиспор – 1999/00, Турска Суперлига, 29/6
- Денизлиспор – 2000/ес., Турска Суперлига, 8/1
- Локомотив (София) – 2001/пр., A група, 13/4
- Локомотив (София) – 2001/02, A група, 34/8
- Локомотив (Пловдив) – 2002/03, A група, 18/9
- Локомотив (София) – 2003/04, A група, 28/15
- Локомотив (София) – 2004/05, A група, 20/2